# Agence exécutive européenne pour le climat, les infrastructures et l’environnement
L’Agence exécutive européenne pour le climat, les infrastructures et l’environnement (CINEA) est une agence exécutive de la Commission européenne ayant son siège à Bruxelles, en Belgique.
Officiellement créée le 1er avril 2021, elle succède à l’Agence exécutive pour l'innovation et les réseaux (INEA) qui a succédé le 1er janvier 2014 l’Agence exécutive du Réseau transeuropéen de transport (TEN-TEA).
Sa mission porte sur les réseaux de transport.

## Histoire

### Création
L’Agence exécutive du Réseau transeuropéen de transports (TEN-TEA, de l’anglais Trans-European Transport Network Executive Agency) a été créée par une décision de la Commission européenne du 26 octobre 2006. Elle a pour but d’assurer la mise en œuvre et la gestion technique et financière du programme du Réseau transeuropéen de transports. Elle intervient dans les projets concernant tous les types de transports : transport aérien, ferroviaire, routier et maritime, la logistique ainsi que pour les systèmes de transports intelligents. Placée sous le contrôle de la Commission, elle est instituée pour une période qui s’étend du 1er novembre 2006 au 31 décembre 2013.

### Transformation
Le 23 décembre 2013, la TEN-TEA est remplacée par l’Agence exécutive pour l’innovation et les réseaux (INEA, de l’anglais Innovation and Networks Executive Agency) par décision de la Commission pour une période comprise entre le 1er janvier 2014 et le 31 décembre 2024.

## Missions
L’INEA a pour mission de soutenir la Commission européenne, les gestionnaires de projet du Réseau transeuropéen de transport (RTE-T) et les promoteurs, en assurant la gestion technique et financière des projets et leur bonne mise en œuvre.
Bien qu’indépendante du fait de son statut d’agence exécutive, l’Agence pour l’innovation et les réseaux est étroitement liée à la Direction générale des transports et de la mobilité (DGMOVE). Celle-ci traite toutes les questions politiques liées au programme RTE-T, alors que l’agence quant à elle exécute des tâches spécifiques du programme.
L’Agence exécutive pour l’innovation et les réseaux est responsable :
- du Mécanisme de l’interconnexion de l’Europe (MIE) ;
- d’une partie du programme Horizon 2020 ;
- des projets des programmes RTE-T et Marco Polo.

Pour la période 2014-2020, l'INEA dispose d'un budget de 33,6 milliards d'euros et emploie 300 agents à temps plein. Son budget est destiné à cofinancer des projets MIE-Transports (69 %), MIE-Energie  (14 %),  MIE-TIC (1 %) et des projets Horizon 2020 dans les domaines des transports et de l'énergie (16 %). En 2019, l'INEA cofinancait un portefeuille de près de 2000 projets.

## Sources

## Compléments